# John Hothby
John Hothby, Ottobi, również Johannes de Anglia, Johannes Hothby, Johannes Octobus, Johannes Ottobus Anglicus, Giovanni Anglico Octobi (ur. około 1410, zm. 1487) – angielski kompozytor i teoretyk muzyki.

## Życiorys
Ukończył studia na Uniwersytecie Oksfordzkim, gdzie następnie wykładał. Był członkiem zakonu karmelitów. Odwiedził Francję, Niemcy i Hiszpanię, a od około 1450 roku przebywał we Włoszech, gdzie studiował w Pawii. W latach 50. i 60. XV wieku działał we Florencji, następnie w 1467 roku wyjechał do Lukki, gdzie wykładał w szkole katedralnej. W 1486 roku wrócił do Anglii.
Z jego twórczości kompozytorskiej zachowało się 6 wokalnych utworów religijnych do tekstów w języku łacińskim oraz 3 utwory świeckie do tekstów włoskich. Jego kompozycje, zdradzające wpływ Johna Dunstable’a, cechują się dużym udziałem konsonansów niedoskonałych oraz stosowaniem odcinków fauxbourdonowych przygotowujących kadencje. Był też autorem kilkunastu pism o charakterze teoretycznym lub dydaktycznym.
Kompozycje Frye’a wydał drukiem Albert Seay pt. The Musical Works of John Hothby w: Corpus mensurabilis musicae, XXIII (1964).

## Pisma
(na podstawie materiałów źródłowych)
- Ars plane musice
- Calliope legale
- De canto figurato
- De musica intervallosa
- Dialogus
- Epistola
- Excitato
- Quid est proportio?
- Regule cantus mensurati
- Regule contrapuncti
- Regule de monocordo
- Regule super proportionem
- Regule supra contrapunctum
- Tractatus quarundam regularum